# 海口天后宫
海口天后宫位于海口市中山路骑楼老街，是海口市保存较为完整，规模较大的天后宫，是海南省文物保护单位。但被占用作商铺和仓库。神像暂存与东厢。

## 外部連結
- 海口天后宫700年文物单位成仓库 责任人被批评 (中新海南网) （页面存档备份，存于）